# Singapur
Republika Singapur (kitajsko 新加坡共和国, Xīnjīapō Gònghégúo; malajsko Republik Singapura; tamilsko சிங்கப்பூர் குடியரசு, Cingkappūr Kudiyaracu) je otoška mestna država v Jugovzhodni Aziji, ob južnem robu Malajskega polotoka, južno od malezijske zvezne države Johor in severno od indonezijskega otočja Riau.
Je ena od štirih še obstoječih mestnih držav na svetu in najmanjša država v jugovzhodni Aziji. Mesto je nastalo iz trgovske postojanke Britanske vzhodnoindijske družbe, ki je bila pomembna strateška točka v trgovini z začimbami na poti proti Javi. Leta 1963 se je mesto osamosvojilo izpod Britanske oblasti in priključilo novonastali Maleziji, vendar je manj kot dve leti kasneje iz federacije izstopilo in 9. avgusta 1965 postalo samostojna republika. Danes je ena izmed najbogatejših držav na svetu.